# 方忠
方忠（1970年7月—），男，湖北武汉人，中国凝聚态物理学家，现任中国科学院物理研究所所长。研究领域为拓扑绝缘体等。

## 奖项和榮譽

### 奖项
- 2008年，獲茅以升青年科技奖[4]
- 2008年，获国际理论物理中心颁发ICTP奖[5]
- 2010年，获亚太物理学会联合会C. N. Yang奖[4]
- 2011年，获求是杰出科技成就集体奖[4]
- 2012年，獲全球华人物理学会“亚洲成就奖”[3]

### 荣誉
- 2011年，当选美国物理学会会士[4]
- 2011年，被评为中国科学院优秀共产党员[1]
- 2013年，獲周培源物理奖[3]
- 2019年，当选中国科学院院士[6]